# Thomás Flangínis
Thomás Flangínis (grec moderne : Θωμάς Φλαγγίνης, italien : Tommaso Flangini ; 1578-1648) est un riche avocat et commerçant grec,, à Venise, qui fonde le Collège Flanginien, un collège grec où nombre d'enseignants est formé. Le « Collège Flanginien », fondé par Thomás Flangínis, reste un établissement renommé pendant plusieurs siècles.
Son père, Apóstolos Thomás, est originaire de l'île de Corfou, tandis que sa mère, María Flangíni, est originaire de l'île de Chypre,,.